# Diplomatski potni list
Diplomatski potni list je potna listina, ki je namenjena za potovanje in bivanje v tujini ter za povratek nazaj v domovino. 
Diplomatski potni list Republike Slovenije prejmejo:
- predsednik Slovenije;
- predsednik vlade Slovenije;
- ministri vlade Republike Slovenije;
- diplomati, ki služijo na diplomatskih predstavništvih v tujini;
- člani državnih delegacij, ki potujejo v tujino;
- diplomatski kurirji in
- določene druge osebe, če je to v interesu države.

Poleg indentifikacije diplomatski potni list izkazuje tudi pripadnost diplomatskemu zboru oz. da oseba izvaja diplomatske naloge; istočasno tudi zavaruje nosilce z diplomatsko imuniteta.